# Ramazan Rragami
Ramazan Rragami (Scutari, 3 aprile 1944 – 15 gennaio 2022) è stato un calciatore e allenatore di calcio albanese, di ruolo centrocampista.

## Carriera

### Nazionale
Collezionò 20 presenze ed un gol con la Nazionale albanese.